# Ordine della famiglia reale della Corona del Brunei
L'ordine della famiglia reale della Corona del Brunei è la massima onorificenza concessa dal sultanato del Brunei.

## Storia
L'Ordine venne fondato il 15 agosto 1982 dal sultano Hassanal Bolkiah per premiare quanti si fossero distinti a favore del sultano e dello stato del Brunei. Data la sua posizione di ordine principale dello stato, esso può essere concesso anche a capi di Stato stranieri in segno di amicizia.

## Classi
L'Ordine dispone di un'unica classe di merito, quella del Collare che si compone appunto di un collare in oro, di una stella da petto e di una medaglia e che dà diritto al post nominale DKMB.

## Insegne
Il nastro è completamente giallo.

## Insigniti notabili
- 1997 - Mahathir Mohamad[1]